# チャーチル川 (ハドソン湾)

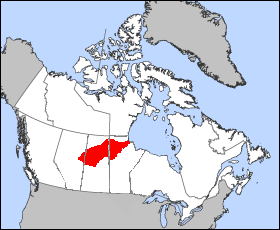
チャーチル川流域

チャーチル川（チャーチルがわ、Churchill River、フランス語：fleuve Churchill）は、カナダ中部のサスカチュワン州からマニトバ州にかけて流れる河川である。チャーチル湖の流出口からハドソン湾の河口までは1,609 kmの長さがある。川の名は、ハドソン湾会社で17世紀末に総督を務めたマールバラ公ジョン・チャーチル（英国首相を務めたウィンストン・チャーチルの8代の祖先）に由来している。

## その他
チャーチル川は比較的規模が大きいため、河口付近では海水が希釈される（溶質の粒子の質量モル濃度が低下する）。この結果、水に塩分が溶け込んでいることで起こっている凝固点降下が小さくなる。そして、寒冷な気候のハドソン湾に注いでいるため、この付近の海では流氷が発生しやすい。ちょうどアムール川と同様である。このため、流氷の上で狩をするホッキョクグマが、なるべく早く狩を行おうと、河口付近に集まってくるのだと言われている。なお、集まってきたホッキョクグマは、海が凍結すると、間もなく散ってゆく。

## チャーチル川水系の川、湖
下流より記載　＊印は川の途中にある湖
- サザンインディアン湖　＊ - ラット川（ネルソン川水系）へ接続
- レインディア川
  - レインディア湖
    - コクレーン川
      - ウォラストン湖 - フォンデュラク川（マッケンジー川水系）へも流出
- Lac Île-à-la-Crosse　＊
  - ビーバー川
    - ウォーターヘン川
      - Lac des Îles
        - コールド川
          - コールド湖
- チャーチル湖
  - フロビッシャー湖
    - ターナー湖
      - ワセカミオ湖